# جويرة (الدقم)
جويرة منطقة سكنية تقع في ولاية جعلان بني بوحسن، التابعة لمحافظة جنوب السرقية في سلطنة عمان. يقدر عدد سكانها بـ 209 نسمة حسب إحصاء عام 2010 التابع للمركز الوطني للإحصاء والمعلومات الحكومي. رمز المنطقة هو 110330910.

## الوصلات الخارجية
- المركز الوطني للإحصاء والمعلومات، سلطنة عمان